# A34 (Italië)
De A34 of Autostrada Villesse-Gorizia is een autosnelweg in Friuli-Venezia Giulia in het noorden van Italië die Villesse met Gorizia verbindt. De snelweg is 17 kilometer lang en werd in 2013 geopend. De weg was voor de ombouw tot autosnelweg genummerd als RA17. De A34 wordt beheerd door het bedrijf Autostrade Alto Adriatico  (tot 1 juli 2023 Autovie Venete) en is tolvrij.